# هاينر باكهاوس
هاينر باكهاوس (بالألمانية: Heiner Backhaus)‏ هو لاعب كرة قدم ألماني في مركز الوسط، ولد في 4 فبراير 1982 في فيتن في ألمانيا. لعب مع أرمينيا بيليفيلد وأولمبياكوس نيقوسيا وبوروسيا مونشنغلادباخ وروت فايس إيسن وساتشسين لايبزيغ وشالكه 04 وكيكرز أوفنباخ ولوكوموتيف لايبزيغ ونادي أيك لارنكا ونادي فاليتا ونادي كيتشي وهامرون سبارتانز وهانوفر 96 ويونيون برلين.

## وصلات خارجية
- هاينر باكهاوس على موقع قاعدة بيانات كرة القدم.إي يو (الإنجليزية)
- هاينر باكهاوس على موقع بيانات كرة القدم. دي إي (الألمانية)
- هاينر باكهاوس على موقع عالم كرة القدم.نت (الإنجليزية)